# 경계의 린네
《경계의 RINNE》(일본어: 境界のRINNE 쿄카이노 린네[*])는 주간 소년 선데이에 타카하시 루미코가 연재한 일본의 만화이다.

## 줄거리
어릴 적의 실종에 의해 유령이 보이는 소녀 마미야 사쿠라는 고교 입학 조속히, 우연히 로쿠도 린네라는 소년과 자리가 근처가 된다. 실은, 로쿠도 린네는 유령을 윤회의 고리에 싣는 일을 영위하는 죽음의 신이며, 「영혼에 골치를 썩이는 것이 있으면, 학교의 백엽상에 공양물과 새전을 넣어 두면, 문제는 해결한다」라고 하는 소문을 흘리고 있었다. 이렇게 하고, 로쿠도 린네에 관련되는 일이 되어 버린 사쿠라는 그와 함께 유령에 관한 트러블을 해결해 나가는 것에서 만났다.

## 등장인물
로쿠도 린네 (린네)
주인공, 수줍음이 조금 있으며, 사신과 인간의 혼혈이다. 린네는 자신의 어머니를 모르고, 무척 가난하다.
마미야 사쿠라 (사라)
인간, 여주인공, 점잖은 편, 학급에서 로쿠도 린네의 옆자리, 불만이 있는 상대를 지긋이 바라보는 버릇이 있다.
로쿠몬 (로쿠몽)
흑묘족, 린네의 보조격인 검은 고양이, 최저임금으로 계약을 맺었다.
타마코 (타마)
사신, 린네의 할머니, 할머니, 아줌마라 불리는걸 굉장히 싫어함.
마사토
악마, 어릴적 로쿠도 린네와의 악연으로 그를 증오하는 중이다. 굉장히 비열하고 속이 좁다,
쥬몬지 츠바사 (츠바사)
인간, 로쿠도 린네, 마미야 사쿠라와 같은반인 퇴마사, 린네와는 연적, 라이벌이다. 마미야 사쿠라를 어릴적부터 좋아해왔다. 린네와는 반대로 대범한 편, 성회(성스러운 재)를 통해 악령을 거칠게 퇴치하는 편.
로쿠도 사바토 (사바토)
사신, 로쿠도 린네의 아버지, 사기신 회사의 사장이며 로쿠도 린네에게 회사를 물려주고 싶어한다. 굉장한 빚쟁이에 린네에게 매번 빚을 지우는 악질, 모든 걸 돈으로 바꿀 수 있는 흡혈화차란 무기를 소유중이다.
아게하
사신, 로쿠도 린네를 좋아한다. 사기신 회사를 무너뜨리는걸 목표로 하고 있다. 부유한 집안의 따님이다.
오보로
흑묘족, 아게하의 집안 대대로 내려오는 계약흑묘다. 아게하와 어린시절을 같이 보냈다. 아게하와 악령퇴치를 하다가 1년동안 실종되었고 다시 나타나서 아게하에게 복수하려든다. 월 50만엔의 높은 봉급을 받고있다.
여비서
사신, 아게하의 언니, 사기신 회사를 무너뜨리려 했으나 도리어 사기신 회사의 사장의 비서로 일하고 있다.
카인
사신, 사신기록원으로서 어머니가 로쿠도 사바토에게 사기를 당해 그 아들인 로쿠도 린네에게 안좋은 감정을 가지고 있다.
쇼우마
사신, 초등학생이다, 무척 예의가 없는 편, 성불 실습의 일환으로 로쿠도 린네의 집에서 홈스테이 중이다.
시마 렌게
사신 중학교 엘리트였는데 사고로 인해 사신 제일고 입시를 치르지 못하고 사기신학교에 입학해 사기신이 된다. 그리고 카인을 좋아함.

## 애니메이션
2015년 4월 4일부터 9월 19일까지 25부작으로 NHK 교육 텔레비전에서 제1기로 방영되었으며, 2016년 4월 9일부터 9월 24일까지 제2기, 2017년 4월 8일부터 9월 23일까지 제3기로 방영되었다. 대한민국의 국내판은 JEI 재능TV에서 1기까지만 방영되었다. 제작은 Brain's Base에서 맡았다.
CM 성우와 TV 애니메이션화(일본판/국내판)는 다음과 같다.
- 로쿠도 린네 (린네): 우치야마 코우키 / 이시카와 카이토 / 남도형
- 마미야 사쿠라 (사라): 이세 마리야 / 이노우에 마리나 / 이영란
- 로쿠몬 (로쿠몽): 쿠기미야 리에 / 나바타메 히토미 / 배정미
- 타마코 (타마): 유키노 사츠키 / 김옥경
- 쥬몬지 츠바사 (츠바사): 키무라 료헤이 / 정재헌
- 로쿠도 사바토 (사바토): 야마구치 캇페이 / 홍진욱
- 마사토: 카키하라 테츠야 / 이원찬
- 아게하: 무라카와 리에 / 배정미
- 오보로: 마츠오카 요시츠구
- 여비서: 킷타 이즈미
- 카인: 사이토 소우마 / 엄상현
- 스즈: 미모리 스즈코
- 리카: 스자키 아야 / 배주영
- 미호: 토쿠이 소라 / 오수경
- 쇼우마: 산페이 유코
- 쿠로스: 이시다 아키라
- 쿠로보시: 니시무라 토모미치
- 라이토: 이토 시즈카
- 레후토: 코니시 카츠유키
- 시마 렌게: 이시가미 시즈카
- 타마: 스즈키 레이코
- 마츠고: 무라타 타이시
- 쿠로미츠: 우치야마 유미
- 안쥬: 쿠기미야 리에
- 아네마츠리 아네트 히토미: 사와시로 미유키
- 쿠로보시 3세: 카토 에미리
- 이치고: 하야시바라 메구미
- 로쿠도 오토메: 하야시바라 메구미
- 나레이션: 겐다 텟쇼 / 홍진욱